# Langonnet
Langonnet é uma comuna francesa na região administrativa da Bretanha, no departamento Morbihan. Estende-se por uma área de 87,17 km². Em 2010 a comuna tinha 1 797 habitantes (densidade: 20,6 hab./km²).